# Бекет (Румыния)
Бекет (рум. Bechet) — город в Румынии в составе жудеца Долж.

## История
Долгое время это была обычная сельская местность.
Коммуна Бекет получила статус города в 2004 году.

## Транспорт
В Бекете действует паромная переправа через Дунай, соединяющая его с расположенным на противоположном берегу болгарским городом Оряхово.